# Paratemnoides mahnerti
Paratemnoides mahnerti är en spindeldjursart som först beskrevs av Sivaraman 1981.  Paratemnoides mahnerti ingår i släktet Paratemnoides och familjen Atemnidae. Inga underarter finns listade i Catalogue of Life.